# The Singles Collection
The Singles Collection kompilacijski je box set američkog rock glazbenika Jimja Hendrixa, postumno objavljen 2003. godine od diskografske kuće MCA Records.

## O albumu
Album se sastoji od deset CD diskova te svaki sadrži po jedan Hendrixov singl uključujući i neke nakon njegove smrti. Pjesme na albumu ranije su već doživjele službeno objavljivanje, iako ne sve u ovom obliku. Nekoliko singlova po prvi put su na kompaktnom disku objavljeni u izvornom mono zvuk. Iako na njim nema nekih velikih razlika, postoje suptilne razlike koje su pobudile interes kolekcionara. Pjesma "Stepping Stone" po prvi puta se pojavljuje u izvornom singl miks obliku.

## Popis pjesama
Sve pjesme napisao je Jimi Hendrix, osim gdje je to drugačije naznačeno.
| 1. | »Hey Joe«    | Billy Roberts | 3:30 |
| 2. | »Stone Free« |               | 3:36 |

| 1. | »Purple Haze« (originalan mono miks)      |  | 2:45 |
| 2. | »51st Anniversary« (originalan mono miks) |  | 3:15 |

| 1. | »The Wind Cries Mary« (originalan mono miks) |  | 3:21 |
| 2. | »Highway Chile« (originalan mono miks)       |  | 3:38 |

| 1. | »Burning of the Midnight Lamp« (originalan mono miks)                 |  | 3:35 |
| 2. | »The Stars That Play with Laughing Sam's Dice« (originalan mono miks) |  | 4:17 |

| 1. | »Foxey Lady«       |  | 3:20 |
| 2. | »Manic Depression« |  | 3:41 |

| 1. | »Crosstown Traffic« |  | 2:27 |
| 2. | »Gypsy Eyes«        |  | 3:42 |

| 1. | »Voodoo Chile (Slight Return)« |           | 5:14 |
| 2. | »Hey Joe«                      | Roberts   | 3:30 |
| 3. | »All Along the Watchtower«     | Bob Dylan | 3:59 |

| 1. | »Stepping Stone« (originalan mono miks) |                      | 1:19 |
| 2. | »Izabella«                              | originalan mono miks | 2:49 |

| 1. | »Dolly Dagger«      |  | 0:54 |
| 2. | »Night Bird Flying« |  | 3:51 |

| 1. | »Auld Lang Syne"/"Silent Night"/"Little Drummer Boy« (tradicionalna) | Robert Burns | 3:14 |
| 2. | »Three Little Bears«                                                 |              | 4:12 |

## Izvođači
- Jimi Hendrix – električna gitara, prvi vokal, električno čembalo u skladbi 7, mellotron u skladbi 7, kazoo u skladbi 11, glasovir u skladbi 11
- Mitch Mitchell – bubnjevi, prateći vokal u skladbi 11
- Noel Redding – bas-gitara, prateći vokal
- Dave Mason – bas-gitara u skladbi 11, akustična gitara u skladbi 15, bas-gitara u skladbi 15
- Buddy Miles – bubnjevi u skladbama 16 i 17
- Billy Cox – bas-gitara u skladbama 16, 17, 18 i 19

### Produkcija
- Producent - Janie Hendrix, John McDermott
- Dizajn - Smay Vision
- Mastered - George Marino
- Grafički dizajn - Jacaeber Kastor
- Esej - Steve Rodham
- Tisak - Barry Gruber, Steve Pesant
- Fotografija (stranica omota 5) - Torben Dragsby
- Fotografija (stranice omota 10, 11) - Christian Spindler
- Fotografija (stranice omota 14, 15) - Don Nix
- Fotografija (stranice omota 2, 3, 8, 16] - Darrell Miles
- Fotografija (omot albuma) - Dezo Hoffman

## Vanjske poveznice
- Discogs - recenzija albuma